# Ákos Mikcs
Ákos nembeli I. Mikcs (? – 1343 a 13. és 14. század fordulóján élt, az Ákos nemzetségből származó magyar főnemes, a nemzetség Mikcs ágának őse, aki 1315 és 1317 között sárosi ispán, királynéi udvarbíró, 1321 és 1322 között sárosi és zempléni ispán, 1325 és 1343 között szlavón bán, 1325-ben királynéi tárnokmester, somogyi, soproni, sárosi és zempléni ispán volt.

## Családja
Az Ákos nembeli Mihály fia, születési ideje ismeretlen. Két testvére volt Ákos és Elek. Fiai I. István, II. Ákos, I. Lóránd (1389-ben egyszer Ákosmonostorinak nevezve szerepelnek oklevélben), II. László és I. Miklós voltak. István 1342-ben királyi testőr, 1345-46-ban vasi és soproni ispán, 1351-ben zalai ispán volt. Tőle származik a Prodavizi Ördögh család. Ákos 1342-ben királyi testőr, 1344-46-ban vasi és soproni ispán, 1333-ban tizedszedő volt. László 1342-ben királyi testőr, 1345-46-ban vasi és soproni ispán volt. Lóránd 1374 előtt halt meg, tőle Újvári család származott.

## Élete
Ákos Mikcset 1297-től említik iratokban. 1312-ben a rozgonyi csatában Károly Róbert mellett küzdött, amiért a király 1315 tavaszán sárosi ispánná és egyúttal Sáros várnagyává nevezte ki. Ettől fogva egymás után szerezte a birtokokat. 1318 elején a király őt küldte Petenye fia Péter és az újra fellázadt Aba nembeliek ellen. Mikcs a hűtlenek seregét csatában legyőzte, őket magukat az országból kiűzte, földjeiket és váraikat a király uralma alá igázta. A hűtlen Pétertől elvett néhány zempléni birtokot a király Mikcsnek adományozott. Károly Róbert támogatójaként már az 1320-as években különböző magas beosztásokat töltött be az udvarnál. 1323-ban már a királyné tárnokmestere volt, 1325–1343 között szlavón bán. Amikor 1325-ben bán lett, hogy két testvérével ne kelljen osztozkodnia egy különleges kiváltságlevelet eszközölt ki a királytól, mely szerint leszármazóival együtt „békésen és mindenfajta zaklatástól mentesen” bírhassa a királytól eddig elnyert és még ezután szerzendő birtokait. Károly kijelentette, hogy mindezeket a javakat most „olyképpen adja neki” (sic contulimus et donavimus eidem), hogy ez a fivéreire és vérrokonaira semmiben se terjedjen ki és semmiben se vonatkozzék, hacsak az adománylevélben nem történz róluk kifejezett említés, avagy az adomány nem kimondottan közösen illeti meg őket. Ezzel a király olyan előjogot biztosított a bánnak, amivel akkoriban, feltehetőleg senki más nem rendelkezett.
A szlavón báni székbe való kinevezéssel, feladatául adta, hogy a tartományt térítse vissza a koronához való hűségre. Mikcs a lázadókkal folytatott fegyveres összecsapások mellett a báni tisztség jelentőségét egyéb eszközökkel is igyekezett visszaadni. A király előtt felhozta, Szlavónia lakosai közül korábban sokan felmentést nyertek a bánok joghatósága alól, ezért a báni méltóság súlya csökkent. Ezért a király a tanáccsal egyetértésben úgy döntött, hogy a szlavón nemesek eddig megszerzett felmentéseit visszavonja, vagyis a továbbiakban a terület minden lakosa a bán előtt tartozik megjelenni.
Az 1326-os hadjárat során megpróbálta visszaállítani a királyi uralmat Horvátországban, de Nelipčić horvát főúrtól vereséget szenvedett, így Szlavóniába vonult vissza, a Likától és Korbavától délre eső terület pedig egyelőre kívül maradt a királyi területeken. Károly Róbert szlavón báni kinevezésével a szlavóniai nemesek hatalmát is igyekezett gyengíteni. 1326/27-ben harcolt Babonićok ellen, kiszorította őket a Kulpamentéről, és elvette tőlük Steničnjakot. 1326-ban Kapronca várának bevételével legyőzte a Kőszegi családot, és elvette drávamenti birtokaikat. A gradeci polgárokkal való konfliktusban nem kapta meg a király támogatását. Konfliktusa volt Kaboli László zágrábi püspökkel a tizedszedés joga miatt, de jogának megerősítése után ismét a püspök mellé állt. Új pénz is veretett. 1328-ban ott volt Bruckban a Habsburgokkal kötött béke aláírásokor. Ezt nemcsak a az okiraton látható aláírása, hanem pecsétje is bizonyítja. 1330-ban a királynál közbenjárt azokért az árvákért, akiknek apja az előző években horvátországi harcokban esett el. Mikcs közbenjárására adómentességet kaptak szlavóniai birtokaik után. Május 24-én részt vett a királyi tanácson, ahol eldőlt, hogy a király családtagjai ellen merényletet megkísérlő Záh Felicián összes hozzátartozóját szigorúan meg kell büntetni. Június 28-án a király neki adta a Zala vármegyei Pölöske várát. 1333-ban, amikor I. Károly nápolyi útján Szlavónián áthaladt, a fennmaradt oklevelek ugyan nem említik, de joggal feltételezhető, hogy Mikcs ott volt a király kíséretében. 1335-ben jelen volt a nevezetes Visegrádi királytalálkozón.
Az 1336-os évre ismét mélypontra kerültek a kapcsolatok az osztrák herceggel, ami katonai összecsapásokhoz vezetett. A következő év folyamán Károly ezekre az ellenségeskedésekre különösen a déli Habsburg tartományokban ellentámadásokkal válaszolt. Ezeket a támadásokat a szlavóniai katonai erők élén Mikcs vezette, és az 1338-as királyi adománylevél igen részletesen meséli el vállalkozásait. Az 1338. november 11-én kiadott királyi oklevélből kitűnik, hogy a Kőszegiek és a Babonićok elleni sikeres hadjárat után Mikcs ismét az udvarba ment, ahol diadaláért a Kőrös megyei Szentgyörgvár birtokának adományozásával jutalmazták.
Károly Róbert halála után tovább szolgálta fiát, Lajost. 1342. szeptember 23-án Mikcs az új magyar király előtt állt fiaival Istvánnal, Ákossal és Lászlóval, akik a király lovagjai voltak, valamint két másik fiával, Loránddal és Miklóssal, és kérte a királyt, hogy adjon nekik jogot, hogy Sáros vármegyében építsenek várat, amit a király meg is tett. Ez a látogatás elsősorban a régi király temetésével és az új király megkoronázásával hozható összefüggésbe. Mikcs haláláig megőrizte báni tisztségét. Birtokainak többsége a mai Drávamentén és Kulpamentén volt, örökösei prodavizi birtokukról nevezték el magukat.